# ملتوت

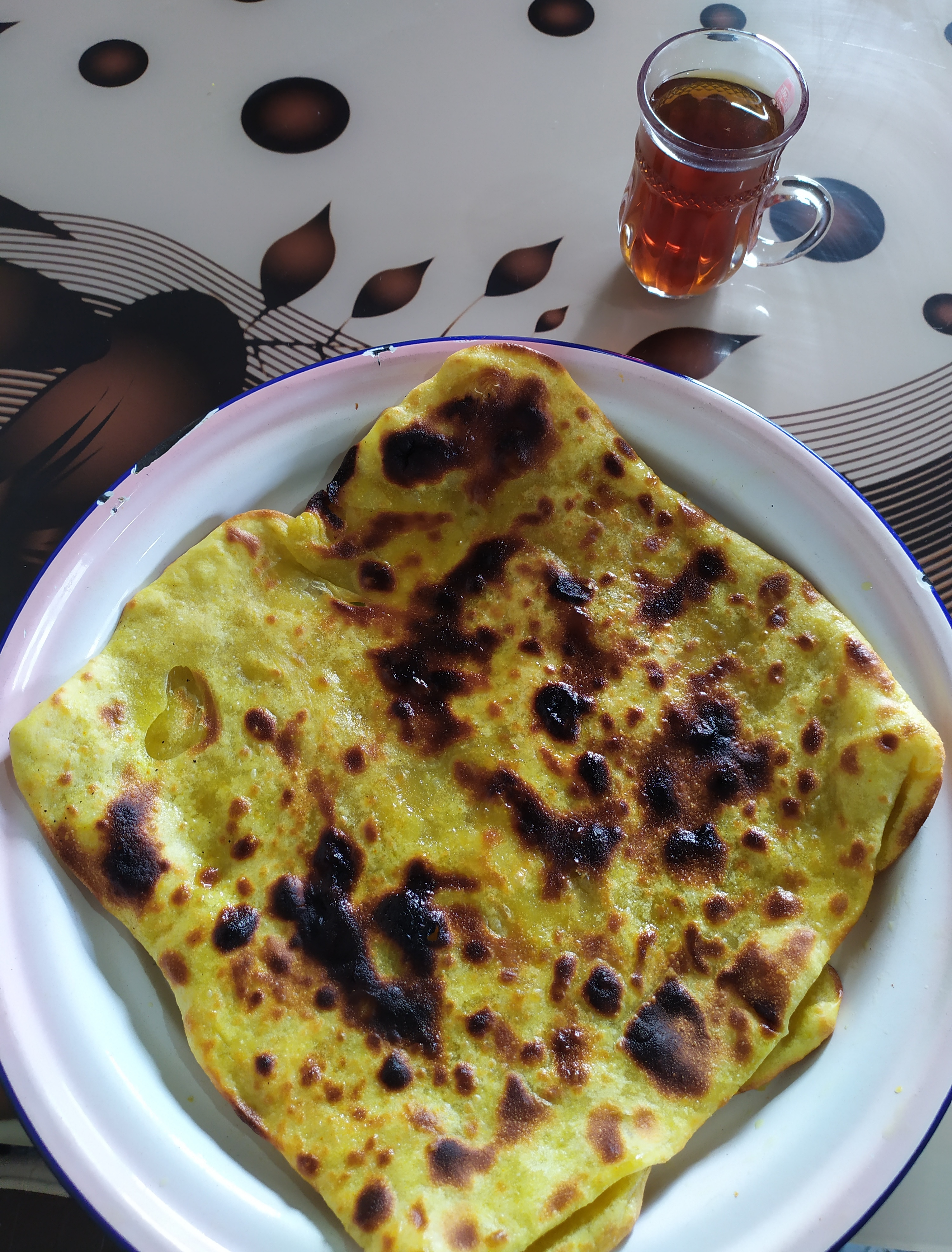
خبز ملتوت بزيت الزيتون، أحد الأكلات الشعبية المفضلة في الصباح مع مشروب الشاي، فلسطين

خبز الملتوت وهو نوع من أنواع الخبز بزيت الزيتون، يعتبر من الأطباق التقليدية المعروفة في الريف الفلسطيني طوال العام وخاصة في موسم قطاف ثمار الزيتون، وهو إفطار ساخن شهي معروف في مختلف المناطق الفلسطينية.

## الوصف
هو نوع من أنواع الخبز بزيت الزيتون، يعتبر من الأطباق التقليدية المعروفة في الريف الفلسطيني طوال العام وخاصة في موسم قطاف ثمار الزيتون، وهو إفطار ساخن شهي معروف في مختلف المناطق الفلسطينية.

## مكونات الملتوت
يتكون الملتوت من عجينة طحين القمح الأبيض مع قليل من الملح والكركم، ويجري عجنها بالماء وتغميسها بزيت الزيتون وتركها بضعة دقائق، ثم بسطها باليد ولفها عدّة طبقات مغمّسة بالزيت وشويها داخل الفرن او الطابون، قبل أن تنضج وتخرج جاهزة للتناول.